# 一二三航空
一二三航空（OTT AIRLINES）は、かつて存在した中国の航空会社。中国東方航空の子会社であったが、2024年9月22日に中国東方航空により吸収合併され消滅した。主な拠点空港は上海虹橋国際空港であった。

## 沿革
2020年2月26日に正式に設立された。
主にARJ21、C919をはじめとする中国の国産商用航空機のほか、さまざまなブランドのビジネスジェットの保管業務を行う。
前身は、1995年に設立されたビジネスジェット保管業務を主とする「東部ビジネス航空」である。
2019年8月、東部ビジネス航空は工業及び商業登記で「一二三航空」に社名変更され、公共航空輸送事業に事業範囲を拡大した。
設立後、当初は既存のビジネスジェット事業のみを運営しており、2019年9月までにARJ21旅客機の最初のバッチを受け取った国内のフィーダールートを開始しない。
C919が2021年に就航すると、北京ー上海エクスプレス便のサービスを主導する。
2024年9月22日をもって運行を終了し、中国東方航空に吸収合併された。一二三航空が保有していた機材は、中国東方航空が継承した。

## 保有機材

### 一般用機材

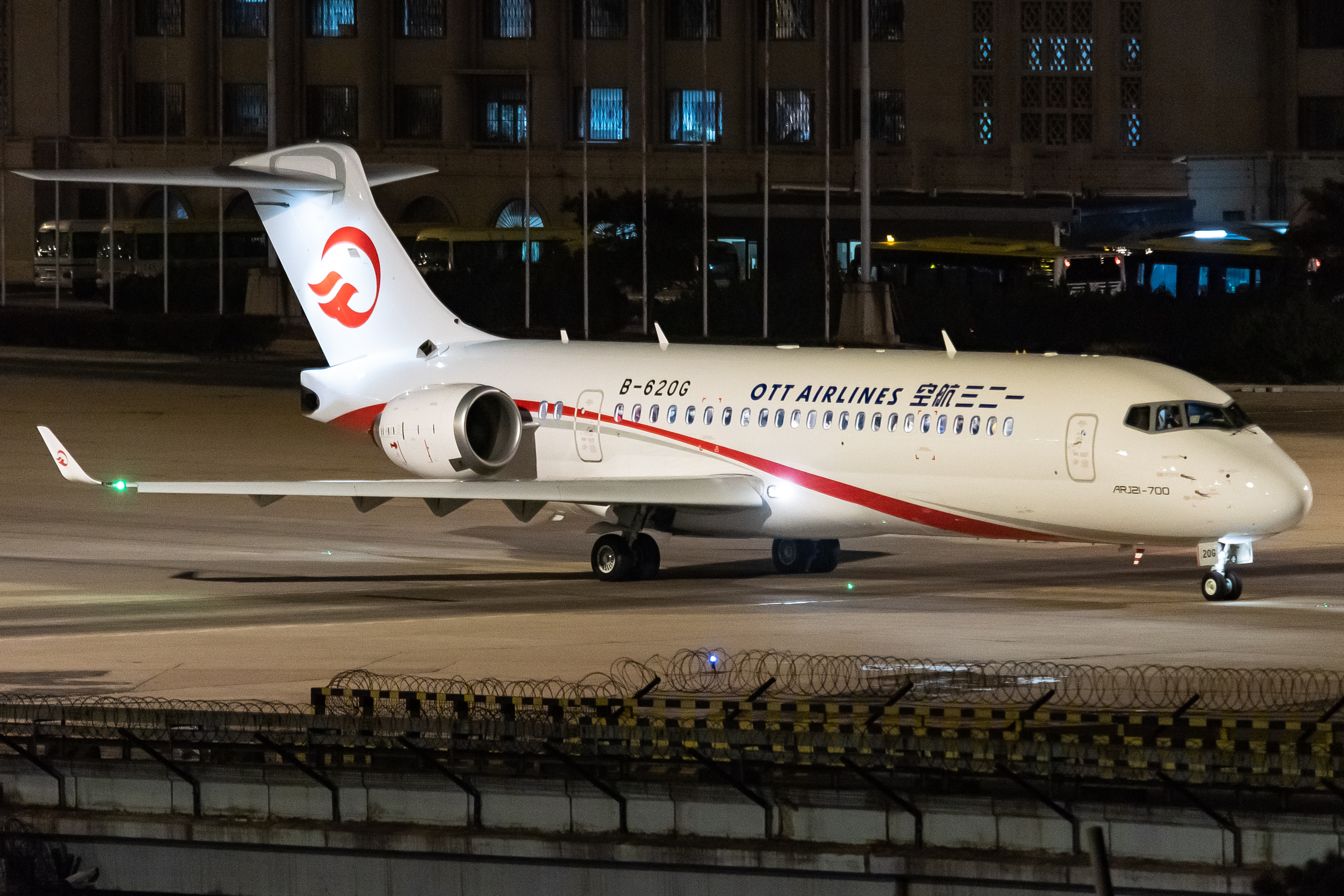
ARJ21-700

- ARJ21－700ER
  - 確定発注　35機
  - 座席数　エコノミークラス　90席
  - 合計座席数　90席

- C919
  - 確定発注　20機

- 合計
  - 確定発注　55機
  - エコノミークラス　90席
  - 総合計座席数　90席

### ビジネスジェット
次の機材は委託され管理しているビジネスジェットである。
- ボンバルディアチャレンジャー850
- ボンバルディアグローバル5000
- ガルフストリームG450
- ガルフストリームG550
  - 機材数　2機
  - 備考　B－226及びB－8168は他社所有機。
- ガルフストリームG650
- エアバスA318ACJ
  - 機材数　1機
  - 備考　B－6186は自社保有機。
- エンブラエルリネージュ1000
- エンブラエルレガシー600及び650
  - 機材数　6機
  - 備考　B－3079、B－3098、B－3099、B－3293、B－3295は自社保有機。
  - B－3799は他社保有機。